# Mādugula
Mādugula är en ort i Indien.   Den ligger i distriktet Vishākhapatnam och delstaten Andhra Pradesh, i den centrala delen av landet, 1 300 km söder om huvudstaden New Delhi. Mādugula ligger 97 meter över havet och antalet invånare är 14 741.
Terrängen runt Mādugula är kuperad åt nordväst, men åt sydost är den platt. Runt Mādugula är det tätbefolkat, med 369 invånare per kvadratkilometer. Närmaste större samhälle är Chodavaram, 15,9 km sydost om Mādugula. Omgivningarna runt Mādugula är en mosaik av jordbruksmark och naturlig växtlighet.